# Acyphoderes aurulenta
Acyphoderes aurulenta är en skalbaggsart som först beskrevs av Kirby 1818.  Acyphoderes aurulenta ingår i släktet Acyphoderes och familjen långhorningar.
Artens utbredningsområde är:
- Paraguay.
- Uruguay.

Inga underarter finns listade i Catalogue of Life.